# María Camila Osorio Serrano
Dit is een Spaanse naam; Osorio is de vadernaam en Serrano is de moedernaam.
María Camila Osorio Serrano (Cúcuta, 22 december 2001) is een tennisspeelster uit Colombia. Osorio Serrano begon op zesjarige leeftijd met het spelen van tennis. Haar favoriete ondergrond is gravel. Zij speelt rechtshandig en heeft een tweehandige backhand. Zij is actief in het internationale tennis sinds 2016.

## Loopbaan
Sinds 2016 speelt Osorio Serrano voor Colombia op de Fed Cup, waarbij zij tot in 2024 25 partijen speelde (17–8).
In 2018 nam Osorio Serrano deel aan de Olympische Jeugdzomerspelen, op zowel het enkelspel, het dubbelspel als het gemengd dubbelspel. Bij het enkelspel won zij de bronzen medaille voor de derde plaats, bij het gemengd dubbelspel de zilveren medaille.
In 2019 won zij het meisjestoernooi van het US Open door de Amerikaanse Alexandra Yepifanova met 6–1, 6–0 te verslaan. Daardoor werd zij op 9 september 2019 het nummer één op de juniorenranglijst van de ITF.
In 2020 kwam zij op het Australian Open tot de tweede ronde van het kwalificatietoernooi.
In 2021 won Osorio Serrano haar eerste WTA-titel: in Bogotá versloeg zij de Sloveense Tamara Zidanšek in de finale – hiermee kwam zij binnen in de top 150 van de wereldranglijst van het enkelspel. Op het WTA-toernooi van Belgrado bereikte zij als kwalificante de halve finale – hiermee steeg zij naar de top 100. Zij had haar grandslamdebuut op Roland Garros. Op Wimbledon bereikte zij de derde ronde.
In januari 2022 kwam zij nipt binnen op de top 50 van de wereldranglijst.
In 2024 won Osorio Serrano haar tweede WTA-titel, op het toernooi van Bogotá – in de finale versloeg zij de als eerste geplaatste Tsjechische Marie Bouzková.
In 2025 won zij het toernooi van Bogotá ten derden male – ditmaal zegevierde zij over de Poolse Katarzyna Kawa.

## Posities op deWTA-ranglijst
Positie per einde seizoen:
| jaar | rang enkelspel | rang dubbelspel |
| ---- | -------------- | --------------- |
| 2016 | 1249           | –               |
| 2017 | 1026           | –               |
| 2018 | 723            | 1013            |
| 2019 | 186            | 678             |
| 2020 | 186            | 763             |
| 2021 | 55             | 519             |
| 2022 | 82             | 272             |
| 2023 | 79             | 282             |
| 2024 | 63             | 206             |

## Palmares
| Legenda                 |
| ----------------------- |
| Grandslamtoernooi       |
| Olympische Spelen       |
| Year-End Championships  |
| Premier Mandatory       |
| Premier Five / WTA 1000 |
| Premier / WTA 500       |
| International / WTA 250 |
| Challenger / WTA 125    |

### WTA-finaleplaatsen enkelspel
| nr.              | finale     | toernooi      | ondergrond | tegenstandster   | score         |         |
| ---------------- | ---------- | ------------- | ---------- | ---------------- | ------------- | ------- |
| gewonnen finales |            |               |            |                  |               |         |
| 1.               | 2021-04-11 | WTA Bogota    | gravel     | Tamara Zidanšek  | 5-7, 6-3, 6-4 | details |
| 2.               | 2024-04-07 | WTA Bogota    | gravel     | Marie Bouzková   | 6-3, 7-6      | details |
| 3.               | 2025-04-06 | WTA Bogota    | gravel     | Katarzyna Kawa   | 6-3, 6-3      | details |
| verloren finales |            |               |            |                  |               |         |
| 1.               | 2021-10-24 | WTA Tenerife  | hardcourt  | Ann Li           | 1-6, 4-6      | details |
| 2.               | 2022-03-06 | WTA Monterrey | hardcourt  | Leylah Fernandez | 7-6, 4-6, 6-7 | details |

## Resultaten grandslamtoernooien
| Legenda | Legenda                          |
| ------- | -------------------------------- |
| g.t.    | geen toernooi gehouden           |
| l.c.    | lagere categorie                 |
| –       | niet deelgenomen                 |
| G       | uitgeschakeld in de groepsfase   |
| 1R      | uitgeschakeld in de eerste ronde |
| 2R      | uitgeschakeld in de tweede ronde |
| 3R      | uitgeschakeld in de derde ronde  |
| 4R      | uitgeschakeld in de vierde ronde |
| KF      | uitgeschakeld in de kwartfinale  |
| HF      | uitgeschakeld in de halve finale |
| F       | de finale verloren               |
| W       | het toernooi gewonnen            |
| w-v     | winst/verlies-balans             |

### Enkelspel
| toernooi        | 2021 | 2022 | 2023 | 2024 | 2025 |
| --------------- | ---- | ---- | ---- | ---- | ---- |
| Australian Open | –    | 1R   | 2R   | 1R   | 2R   |
| Roland Garros   | 1R   | 2R   | 2R   | 2R   |      |
| Wimbledon       | 3R   | 1R   | 1R   | 2R   |      |
| US Open         | 2R   | 2R   | 1R   | 1R   |      |

### Vrouwendubbelspel
| toernooi        | 2021 | 2022 | 2023 | 2024 |
| --------------- | ---- | ---- | ---- | ---- |
| Australian Open | –    | 1R   | 2R   | 1R   |
| Roland Garros   | –    | 2R   | –    | 2R   |
| Wimbledon       | –    | 2R   | –    | –    |
| US Open         | 1R   | 1R   | 1R   | 2R   |

### Gemengd dubbelspel
| toernooi        | 2022 |
| --------------- | ---- |
| Australian Open | 1R   |
| Roland Garros   | –    |
| Wimbledon       | –    |
| US Open         | –    |